# 馬巴戈區
12°16′12″S 36°33′31″E / 12.27000°S 36.55861°E

馬巴戈區（葡萄牙語：Mavago），是莫桑比克的行政區，位於該國西北部，由尼亞薩省負責管轄，首府設於馬巴戈，面積9,559平方公里，2007年人口20,241，人口密度每平方公里2人。